# Close Friends (песня)
«Close Friends» — песня американских рэперов Lil Baby и Gunna. Трек был выпущен 2 февраля 2019 года в качестве второго сингла с микстейпа Drip Harder. Песня была спродюсирована Turbo. Песня заняла первое место в чарте Billboard Rhythmic Songs.

## Видеоклип
Видео в стиле любовной истории, снятое в Париже, Франция, было выпущено 13 февраля 2019 года, за день до Дня Святого Валентина. В клипе представлены Lil Baby и его настоящая девушка. Музыкальное видео срежиссировал Daps.

## Отзывы
Чейз Ичики из Revolt назвал трек выдающимся из микстейпа Drip Harder.

## Чарты
| Чарт (2018–2019)                      | Высшая позиция |
| ------------------------------------- | -------------- |
| Канада (Billboard Canadian Hot 100)   | 74             |
| Великобритания (OCC UK Singles)       | 68             |
| США (Billboard Hot 100)               | 28             |
| США (Billboard Hot R&B/Hip-Hop Songs) | 16             |
| США (Billboard Rhythmic)              | 1              |

| Чарт (2019)                          | Высшая позиция |
| ------------------------------------ | -------------- |
| US Billboard Hot 100                 | 74             |
| US Hot R&B/Hip-Hop Songs (Billboard) | 35             |
| US Rhythmic (Billboard)              | 26             |

## Сертификации
| Регион                                                                      | Сертификация  | Продажи   |
| --------------------------------------------------------------------------- | ------------- | --------- |
| Канада (Music Canada)                                                       | Золотой       | 40 000    |
| США (RIAA)                                                                  | 4× Платиновый | 4 000 000 |
| Данные о продажах + прослушиваниях приведены только на основе сертификации. |               |           |